# Théorème de Frobenius généralisé
Pour les articles homonymes, voir Théorème de Frobenius et Théorème de Hurwitz.
En mathématiques, diverses versions de théorèmes de Frobenius généralisés ont étendu progressivement le théorème de Frobenius de 1877. Ce sont des théorèmes d'algèbre générale qui classifient les algèbres unifères à division de dimension finie sur le corps commutatif ℝ des réels. Moyennant certaines restrictions, il n'y en a que quatre : ℝ lui-même, ℂ (complexes), ℍ (quaternions) et 𝕆 (octonions).

## Fragments d'histoire
Toutes les algèbres sont ici implicitement supposées unifères, et leur unicité s'entend à isomorphisme près.
- En 1877, Frobenius démontre que les trois seules ℝ-algèbres associatives à division de dimension finie sont ℝ , ℂ et le corps non commutatif ℍ des quaternions (découvert en 1843 par Hamilton).
- Le théorème de Gelfand-Mazur, démontré en 1938 par Mazur, établit que l'hypothèse de finitude peut être remplacée par celle de l'existence d'une norme d'algèbre : les trois seules ℝ-algèbres normées associatives à division sont encore ℝ, ℂ et ℍ.

L'algèbre 𝕆 des octonions (construite en 1845 par Cayley) est une algèbre à division qui n'entre pas dans cette catégorie, car elle n'est pas associative mais seulement alternative (x(xy) = x2y et (yx)x = yx2). 
- En 1898, Hurwitz prouve[1],[2] que les quatre seules ℝ-algèbres à division de dimension finie munies d'une norme multiplicative (║xy║=║x║║y║) sont ℝ, ℂ, ℍ et 𝕆. Hurwitz n'a démontré son théorème que dans le cas où la norme est de plus euclidienne. Mais le théorème, dit théorème (1,2,4,8) de Hurwitz[3], est souvent cité dans les ouvrages modernes sans cette hypothèse, car elle s'avéra redondante, de même que l'hypothèse de finitude (voir infra).
- En 1930, Zorn obtient la même conclusion en remplaçant l'hypothèse d'existence d'une norme multiplicative par celle d'alternativité de l'algèbre[4],[5].
- En 1940, le topologue Hopf montre[6] que la dimension (supposée finie) d'une ℝ-algèbre à division (alternative ou pas) ne peut être qu'une puissance de 2.
- En 1958, s'appuyant comme lui sur des considérations topologiques (dues en particulier à Bott), Kervaire[7] et Milnor[8] précisent son résultat : les quatre seules puissances de 2 possibles[9] sont 1, 2, 4 et 8 (réalisées entre autres[10] par les quatre algèbres déjà citées).

## Preuve du théorème de Hurwitz
Soit A une ℝ-algèbre unifère à division munie d'une norme multiplicative ║ ║ (il n'est pas utile de la supposer a priori de dimension finie). On démontre facilement que pour deux éléments quelconques x et y dans A de norme 1, ║x + y║2 + ║x – y║2 ≥ 4. Il en résulte que cette norme dérive d'un produit scalaire, autrement dit : A est une algèbre de composition à division. On peut donc la reconstruire par doublements à partir de ℝ : ou bien A est réduite à ℝ, ou bien elle contient une sous-algèbre de composition C de la forme ℝ⊕ℝi avec i2 = –1 (C est isomorphe à ℂ). Si A n'est pas réduite à C, à nouveau, elle contient une sous-algèbre de composition H de la forme C⊕Cj avec j orthogonal à C et j2 = –1 (H est isomorphe à ℍ). Enfin, si A n'est pas réduite à H, elle contient un élément ℓ orthogonal à H et tel que ℓ2 = –1, mais la sous-algèbre O = H⊕Hℓ est alors isomorphe à 𝕆, donc de dimension finie et non associative, donc égale à A tout entière. Conclusion : A est isomorphe à ℝ, ℂ, ℍ ou 𝕆.

## Preuve du théorème de Zorn
Soit A une ℝ-algèbre unifère alternative à division de dimension finie. Par associativité des puissances, la sous-algèbre engendrée par un élément quelconque x de A est une extension finie de ℝ (isomorphe à ℝ ou ℂ), ce qui permet de définir la norme de x comme étant son module dans cette sous-algèbre (cette norme dépend uniquement du polynôme minimal de x). Mais d'après un théorème d'Artin, l'alternativité de A garantit une propriété bien plus forte que l'associativité des puissances : toute sous-algèbre engendrée par deux éléments est associative. En faisant appel au théorème de Frobenius de 1877 (joint au fait que les normes canoniques sur ℝ, ℂ et ℍ se correspondent via les inclusions), on peut en déduire que l'on a bien défini une norme sur A et que celle-ci est multiplicative (et d'ailleurs aussi euclidienne) puisque celles de ℝ, ℂ et ℍ le sont. D'après le théorème de Hurwitz, A est donc isomorphe à ℝ, ℂ, ℍ ou 𝕆.